# Ilha Trefoil

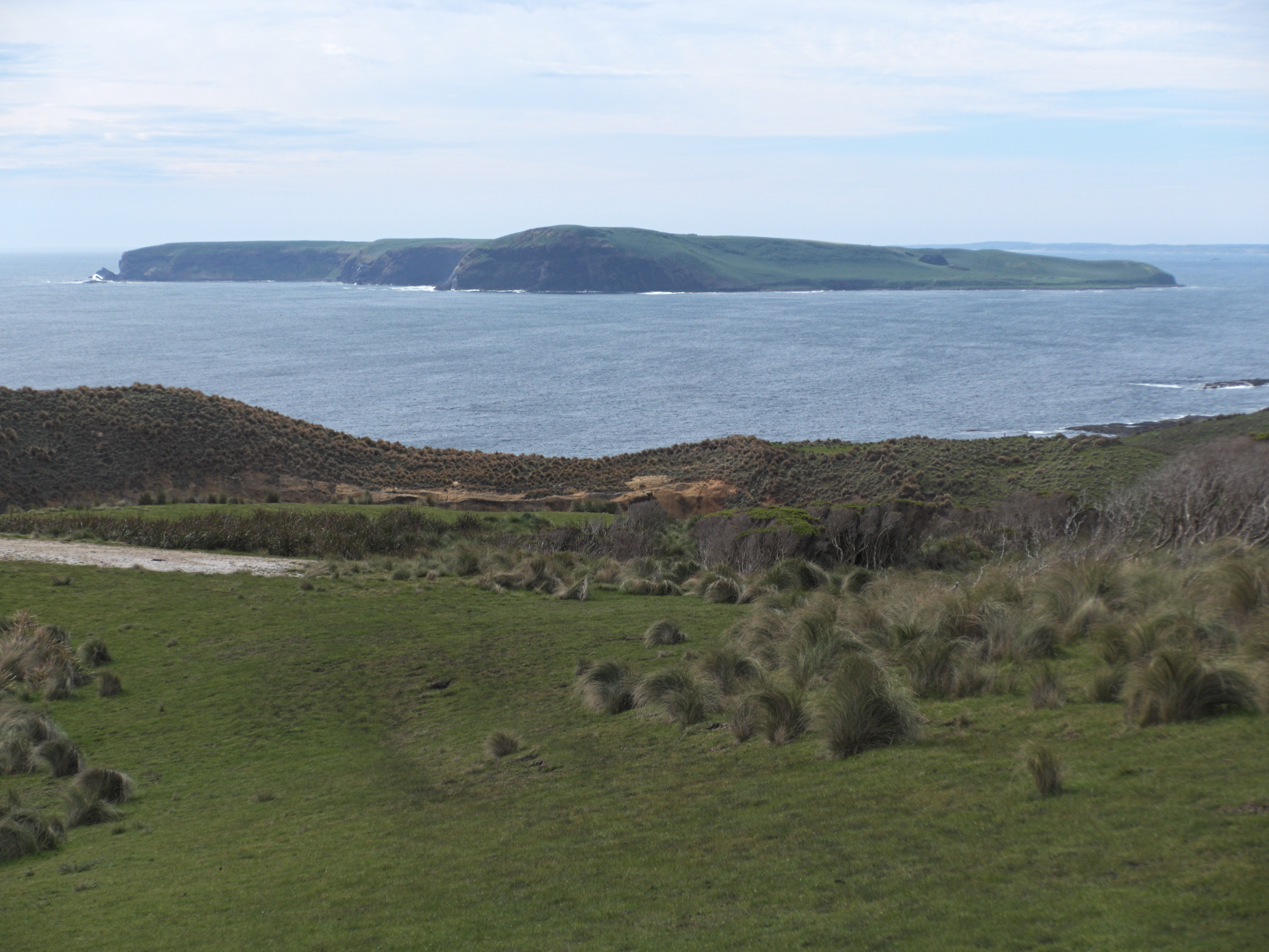
Ilha Trefoil vista de Cabo Grim.

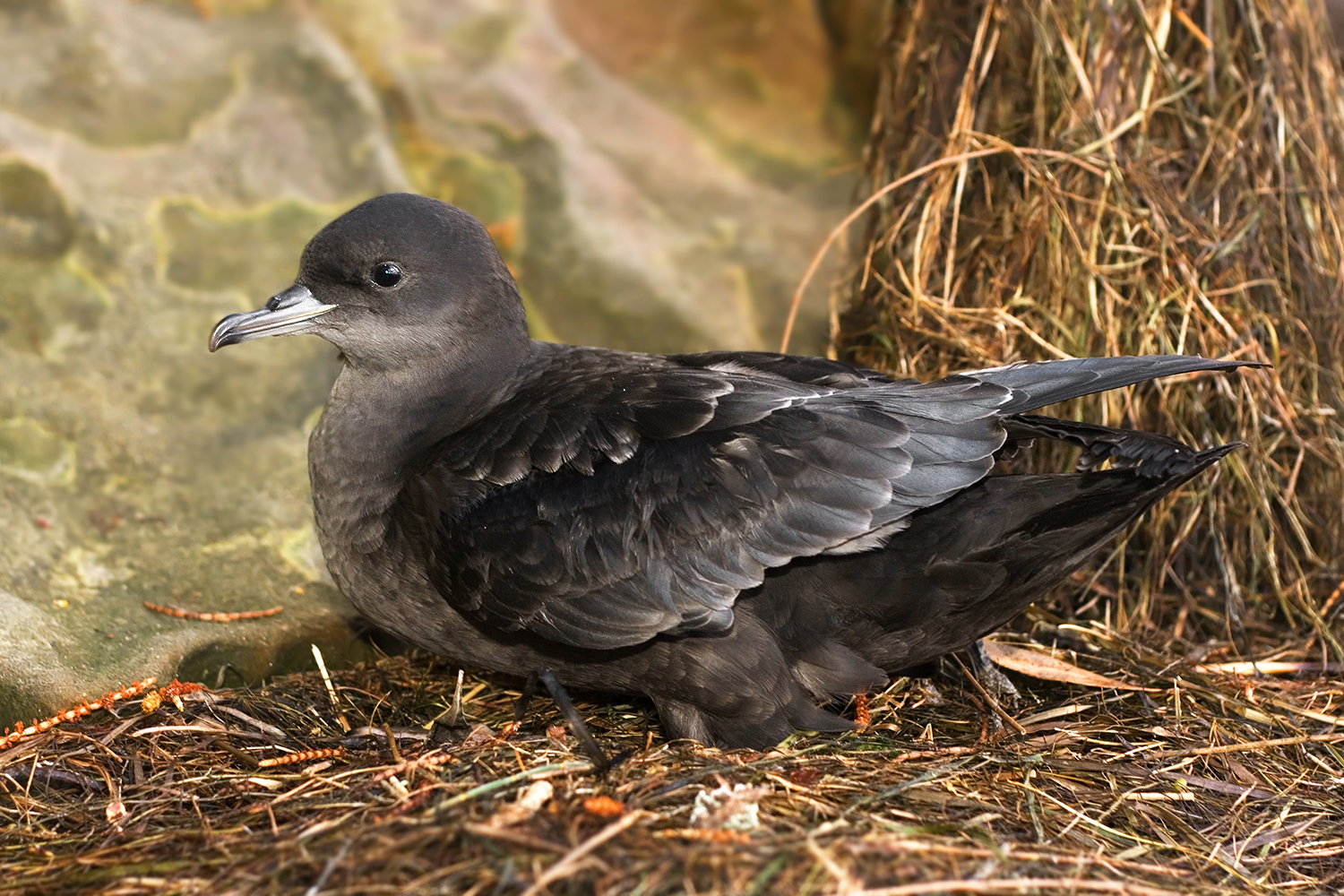
A ilha é um importante local de reprodução da pardela-de-cauda-curta ou pardela-da-tasmânia

Ilha Trefoil (em palawa kani : Titima ), oficialmente conhecida como titima / Trefoil Island, é uma ilha com 115,79 ha de área, no sudeste da Austrália . Faz parte do Grupo de Ilhas Trefoil na Tasmânia, situada perto do Cabo Grim, o ponto mais a noroeste da Tasmânia, no Estreito de Bass . É propriedade da Cooperativa Aborígene da Ilha Trefoil e abriga cerca de 1,5 milhões de casais reprodutores de pardelas-de-cauda-curta, que estão sujeitas a atividades anuais demuttonbirding. É necessária autorização para a visitar.
Há uma pista de aterragem, além disso, pequenos barcos podem ser usados em dias calmos na Praia Kelp. A orla é coberta por rochas seixosas.

## Grupo das Ilhas Trefoil
O Grupo de Ilhas Trefoil consiste em:
- Ilha Trefoil
- Ilhéus Harbour
- Ilhéus Henderson
- Ilha do Pequeno Trefoil
- Ilhéus Murkay
- Ilhéu Seacrow, vulgo Ilha Seacrow
- Ilhéus Shell
- The Doughboys

## Fauna e flora
A ilha faz parte da Hunter Island Group Important Bird Area. Além das pardelas-de-cauda-curta, as espécies de aves marinhas e aves limícolas reprodutoras incluem pinguim-azul, gaivota-do-pacífico, gaivota-prata, ostraceiro-preto-australiano e ostraceiro-australiano. O ganso-cinzento também se reproduz na ilha. Os répteis incluem o Carinascincus metallicus e a introduzida Notechis scutatus.
A principal vegetação é a Poa poiformis com algumas pequenas manchas de samambaia Pteridium esculentum. As únicas árvores em Trefoil são seis espécimes de Cipreste-da-Califórnia.

## A Calamidade da Família Kay
Em 1895, a família Kay, que cuidava de ovelhas na ilha, visitou-a. Albert Boyes Kay, a sua esposa grávida e os seus dois filhos tentaram retornar ao continente, mas caíram do barco e afogaram-se.
As seis crianças sobreviventes assistiram da Ilha Trefoil. Belinda Maud, Lydia May, Albert Boys, Jane Georgina, Wintena Alberta e Robert estavam agora inteiramente sozinhos na inóspita ilha. A mais velha, Belinda, tinha apenas treze anos.
Os seis irmãos sobreviveram na Ilha Trefoil por seis semanas matando gado e mantendo um incêndio de resgate aceso. Foram salvos por James Parker da Rainha de Maio.